# Малийско-турецкие отношения
Малийско-турецкие отношения — двусторонние отношения между Мали и Турцией. С 1 февраля 2010 года Турция имеет посольство в Мали, а 27 июня 2014 года Мали открыла посольство в Анкаре.

## Дипломатические отношения
В течение 1970-х годов Турция совместно со Всемирным банком предоставляла техническую и управленческую помощь государственным компаниям страны. Помощь продолжалась и в 1982 году, после того как Мали и МВФ подписали соглашение о развитии частного предпринимательства.
Турция через агентство TIKA также помогла в развитии инфраструктуры в Мали: вместе с Фондом международного развития ОПЕК внесла 142 млн долларов США в строительство 359-мильной автомобильной дороги между Севаре и Гао, которая заменила грунтовые дороги, на прохождение которых требовалось 3 дня, а ранее совместно со Швейцарией в создании программы содержания дорог в 1981—1983 годах. Выделив 43,3 млн долларов США на содержание 6,6 тысяч миль дороги, Турция завершила реконструкцию дороги Бамако — Сегу, являющейся подходом к Транссахарскому шоссе.

## Экономические отношения
- С мая 2015 года из Стамбула в Бамако можно добраться самолётом[1].
- Внешнеторговый оборот между двумя странами в 2018 году составил 57 миллионов долларов США (экспорт Турции — 48,4 миллиона долларов, импорт — 8,6 миллиона долларов США)[1].